# 细枝杭子梢
细枝杭子梢（学名：Campylotropis tenuiramea）为豆科杭子梢属下的一个种。

## 扩展阅读
- 維基物種上的相關：细枝杭子梢